# Metylamin
Metylamin er en kemisk forbindelse af kul, hydrogen og nitrogen. Det er den mest simple primære amin. 

## Fremstilling
Metylamin fremstilles gennem en reaktion mellem ammoniak (NH3) og metanol (CH3OH).
{\displaystyle {\rm {CH_{3}OH+NH_{3}\rightarrow CH_{3}NH_{2}+H_{2}O}}}

## Anvendelse
Metylamin anvendes både som opløsningsmiddel og til at binde andre organisk forbindelser; den er særlig brugbar ved elektrofil substitution.
Metylamin sælges kommercielt som et hydrokloridsalt (pulver), i alkoholopløsninger eller som et rent kemikalium i trykbeholdere af metal. I sin basiske form har Metylamin en stærk lugt af rådden fisk.
Produktion og salg af metylamin er reguleret i mange lande, da stoffet kan anvendes til at fremstille metamfetamin.
| Kemi | Spire Denne artikel om kemi er en spire som bør udbygges. Du er velkommen til at hjælpe Wikipedia ved at udvide den. |